# 룬달레시

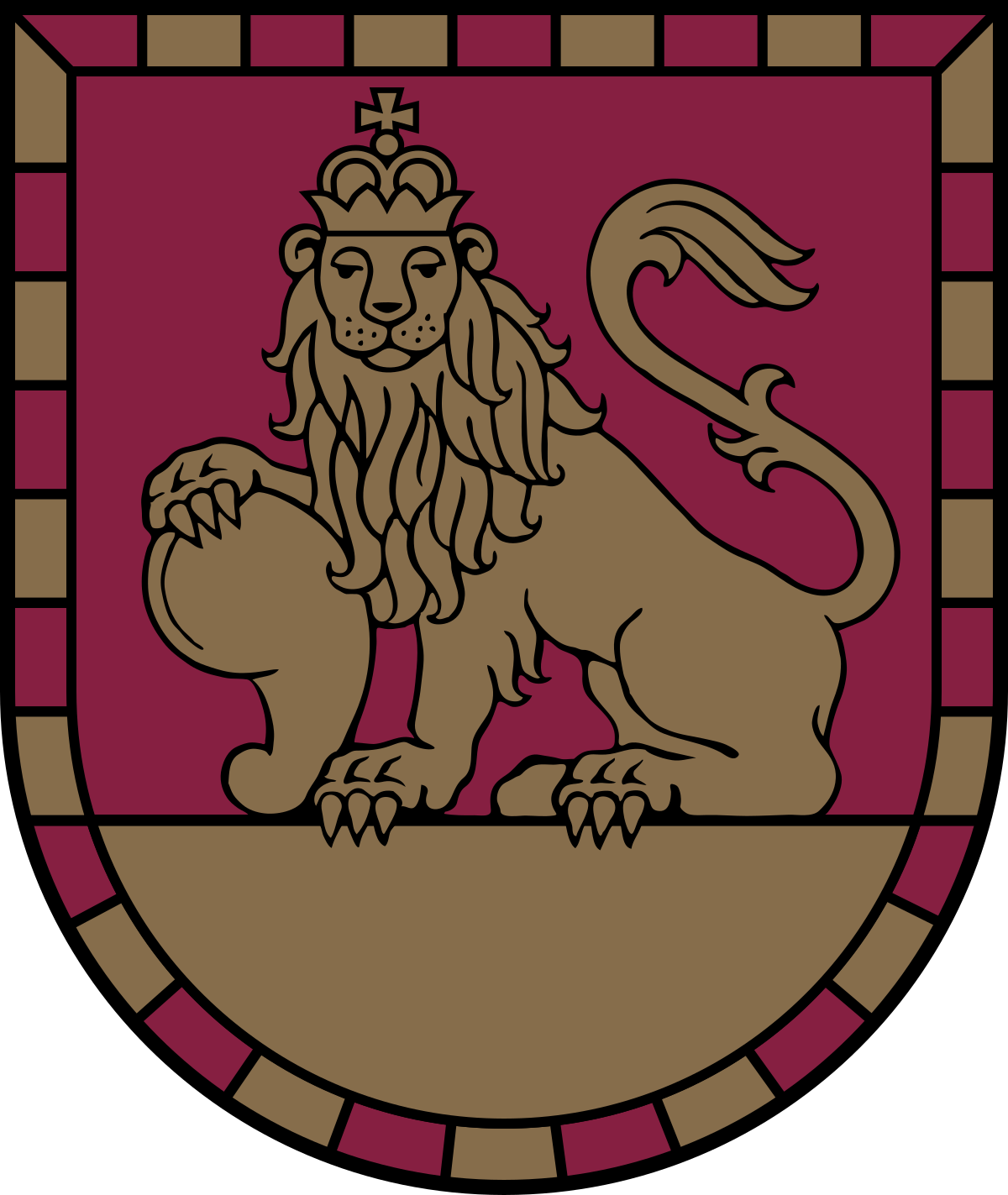
시 문장

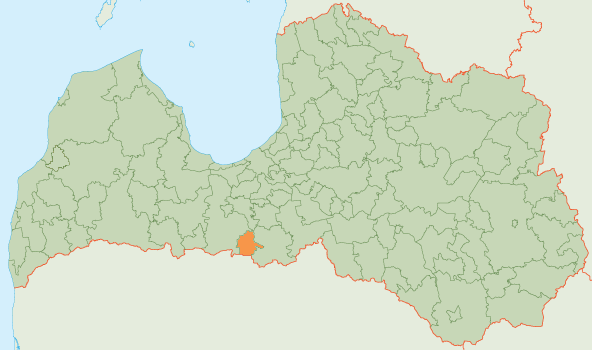
룬달레 시의 위치

룬달레시(라트비아어: Rundāles novads)는 라트비아의 지방 자치체로 행정 중심지는 필스룬달레이며 면적은 231.1km2, 인구는 4,384명(2009년 기준), 인구 밀도는 19명/km2이다. 3개 교구를 관할한다.